# Melvin (Iowa)
Melvin é uma cidade localizada no estado americano de Iowa, no Condado de Osceola.

## Demografia
Segundo o censo americano de 2000, a sua população era de 243 habitantes.
Em 2006, foi estimada uma população de 237, um decréscimo de 6 (-2.5%).

## Geografia
De acordo com o United States Census Bureau tem uma área de
0,4 km², dos quais 0,4 km² cobertos por terra e 0,0 km² cobertos por água. Melvin localiza-se a aproximadamente 482 m acima do nível do mar.

## Localidades na vizinhança
O diagrama seguinte representa as localidades num raio de 20 km ao redor de Melvin.